# Kościół Najświętszego Serca Pana Jezusa w Szczawie

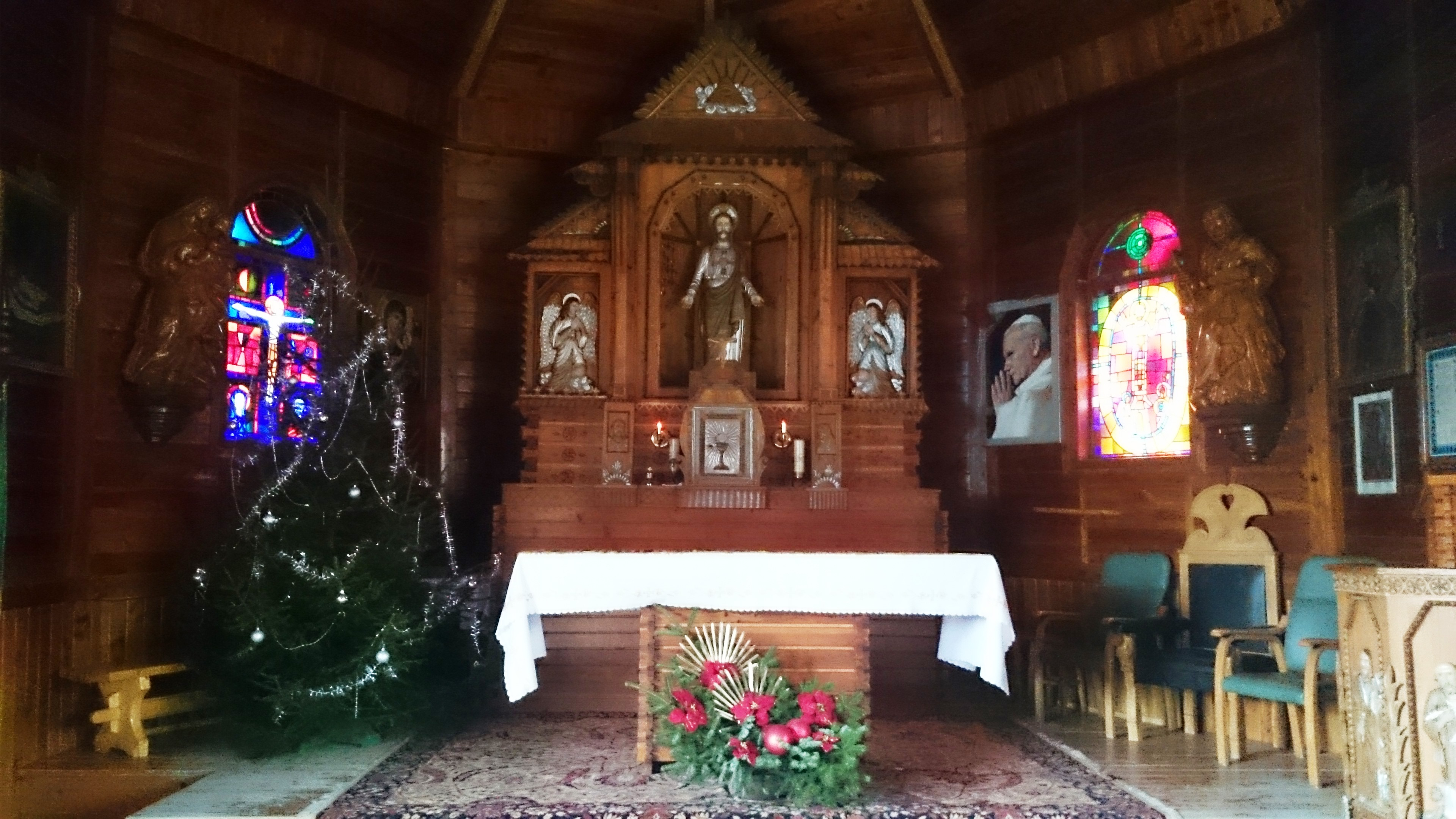
Ołtarz kościółka

Kościół Najświętszego Serca Pana Jezusa w Szczawie – drewniana świątynia rzymskokatolicka w miejscowości Szczawa, będąca kościołem pomocniczym parafii Najświętszego Serca Pana Jezusa. W niewielkim budynku obok świątyni znajduje się muzeum poświęcone partyzantom Armii Krajowej (AK), którzy działali w okolicy w czasie II wojny światowej. Sam kościółek powszechnie nazywany jest „kościołem partyzanckim”.

## Historia
Budowę kościoła w Szczawie rozpoczęto w 1958 roku, po wydzieleniu wikarii parafialnej z macierzystej parafii pw. Przemienienia Pańskiego i Nawiedzenia Najświętszej Maryi Panny w Kamienicy. Zdecydowano się wznieść go na podstawie planów Aleksandra Podgórnego.
Poświęcenia kościoła dokonał 16 czerwca 1963 roku biskup Karol Pękala.

## Architektura
Jest to budowla współczesna, ale nawiązująca do tradycyjnych form budownictwa drewnianego w tym rejonie. Budynek ma konstrukcję zrębową, z wielobocznie zamkniętym prezbiterium i jedną nawą. W jego przedniej części znajduje się czworoboczna wieża o konstrukcji słupowej, z nadwieszoną izbicą, przykryta blaszanym hełmem, stylizowanym na barokowy.
Nad głównym wejściem do kościoła umieszczona jest drewniana figura Serca Pana Jezusa, wyrzeźbiona przez Aleksandra Lisowskiego.

## Wnętrze
Wnętrze kościoła zostało wykonane z drewna modrzewiowego w 1969 roku. Na stropie nad prezbiterium znajduje się płaskorzeźba, przedstawiająca Trójcę Świętą.

### Ołtarze
ołtarz głównyw całości drewniany, w jego centralnej części umieszczono figurę Serce Jezusa. Po jej obu stronach znajdują się płaskorzeźby aniołów.
ołtarze boczne
- ołtarz św. Józefa
- ołtarz partyzancki – znajdują się w nim elementy wyposażenia kaplicy partyzanckiej z okresu II wojny światowej. Centralną jego część zajmuje płaskorzeźba z wizerunkiem Matki Boskiej Ludźmierskiej, wzorowana na obrazie Zdzisława Pabisiaka Pani Podhala[3].

### Wyposażenie
Wśród elementów wyposażenia warto zwrócić uwagę m.in. na:
- barokowe stacje drogi krzyżowej z XVIII wieku, autorstwa Wojciecha Poziemskiego[4][2];
- barwne witraże, zaprojektowane przez Teresę Stankiewicz[3];
- płaskorzeźby wyryte w miedzi, autorstwa Bolesława Antonika, przedstawiające Matkę Bożą Bolesną, zdobiące balustradę chóru[4];
- misternie zdobione Ambona, chrzcielnica (przeniesiona do nowego kościoła) oraz konfesjonały, wykonane przez Antoniego Krzaka[4].